# Waldschule (Eberswalde)

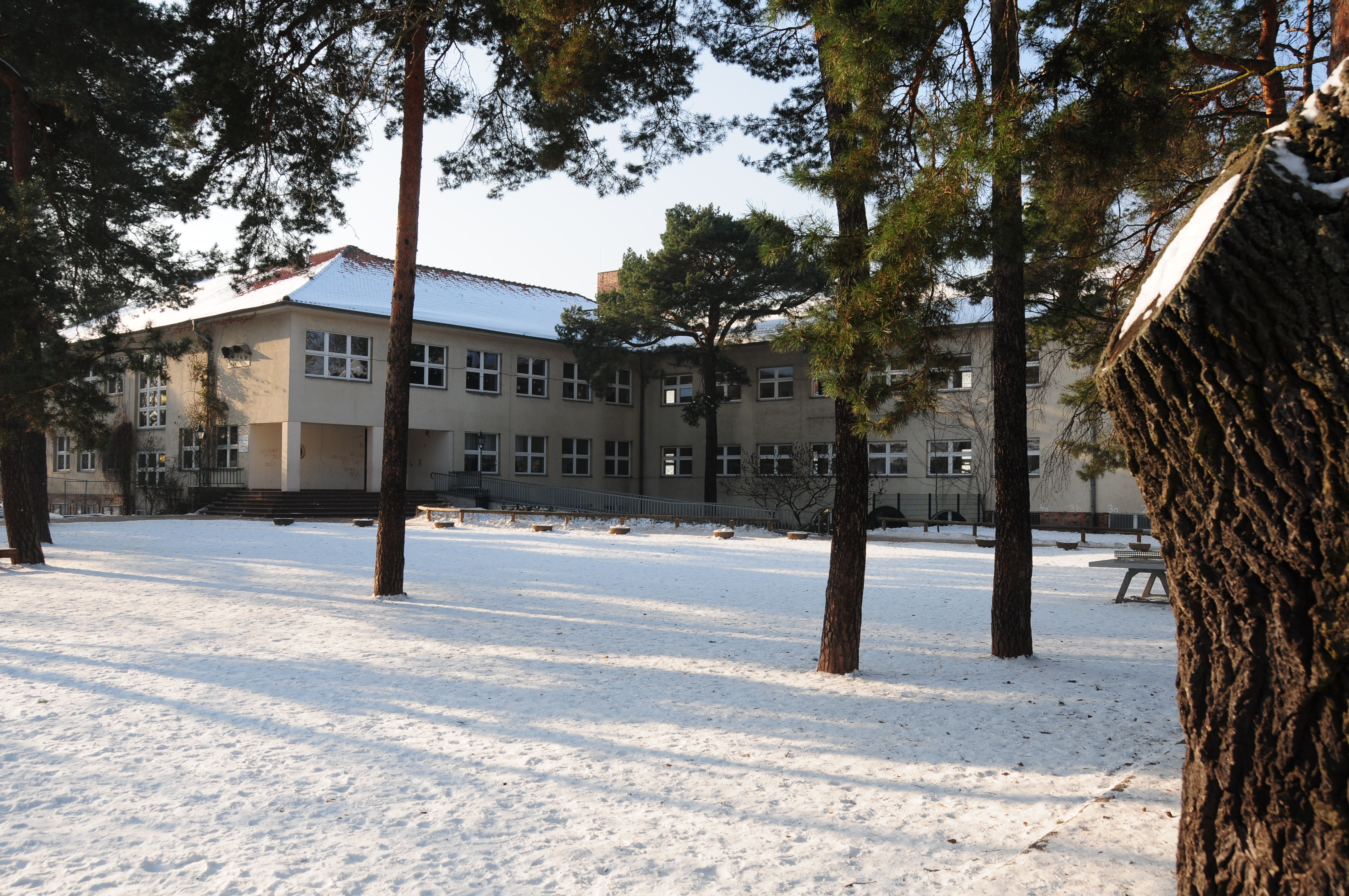
Waldschule im Winter 2010

Die Waldschule, auch bekannt als Westendschule, ist ein historisches Schulgebäude in Eberswalde, einer Stadt im Landkreis Barnim, Brandenburg. Das Gebäude, gelegen an der Wildparkstraße 1 im Stadtteil Westend, ist als Baudenkmal geschützt.

## Geschichte
Die ersten Überlegungen zum Bau einer Schule im Westend datieren zurück bis ins Jahr 1926. Aufgrund finanzieller Engpässe konnte das Projekt zunächst nicht realisiert werden. Mit der Zunahme des Siedlungsbaus im Gebiet ab 1935 wurde das Vorhaben erneut aktuell. Die Planungen für die Schule erfolgten durch das Stadtbauamt unter der Leitung von Baurat Werner Contag, während die Bauzeichnungen vom Architekten Erich Kühn angefertigt wurden. Die Grundsteinlegung fand im Herbst 1937 statt, und die Eröffnung der Schule erfolgte im Herbst 1939.

## Architektur
Das Gebäude zeichnet sich durch einen langgestreckten, in der Mitte zweimal rechtwinklig abgeknickten Baukörper aus. Es ist unter relativ flachen, vorkragenden Walmdächern errichtet. Die Fassaden sind hell verputzt und schlicht durch teils quadratische, teils querrechteckige Fenster mit Kreuzteilung gegliedert. Eine Besonderheit ist die offene, vorlaubenartige Eingangshalle im straßenseitigen Eckbereich des Mittelbaus. Im hofseitigen Eckbereich vor dem Untergeschoss befindet sich zudem eine überdeckte Freiluftklasse (vergleiche Freiluftschule). Das Innere des Gebäudes ist großzügig und funktional gestaltet, um den pädagogischen Anforderungen der Zeit gerecht zu werden.

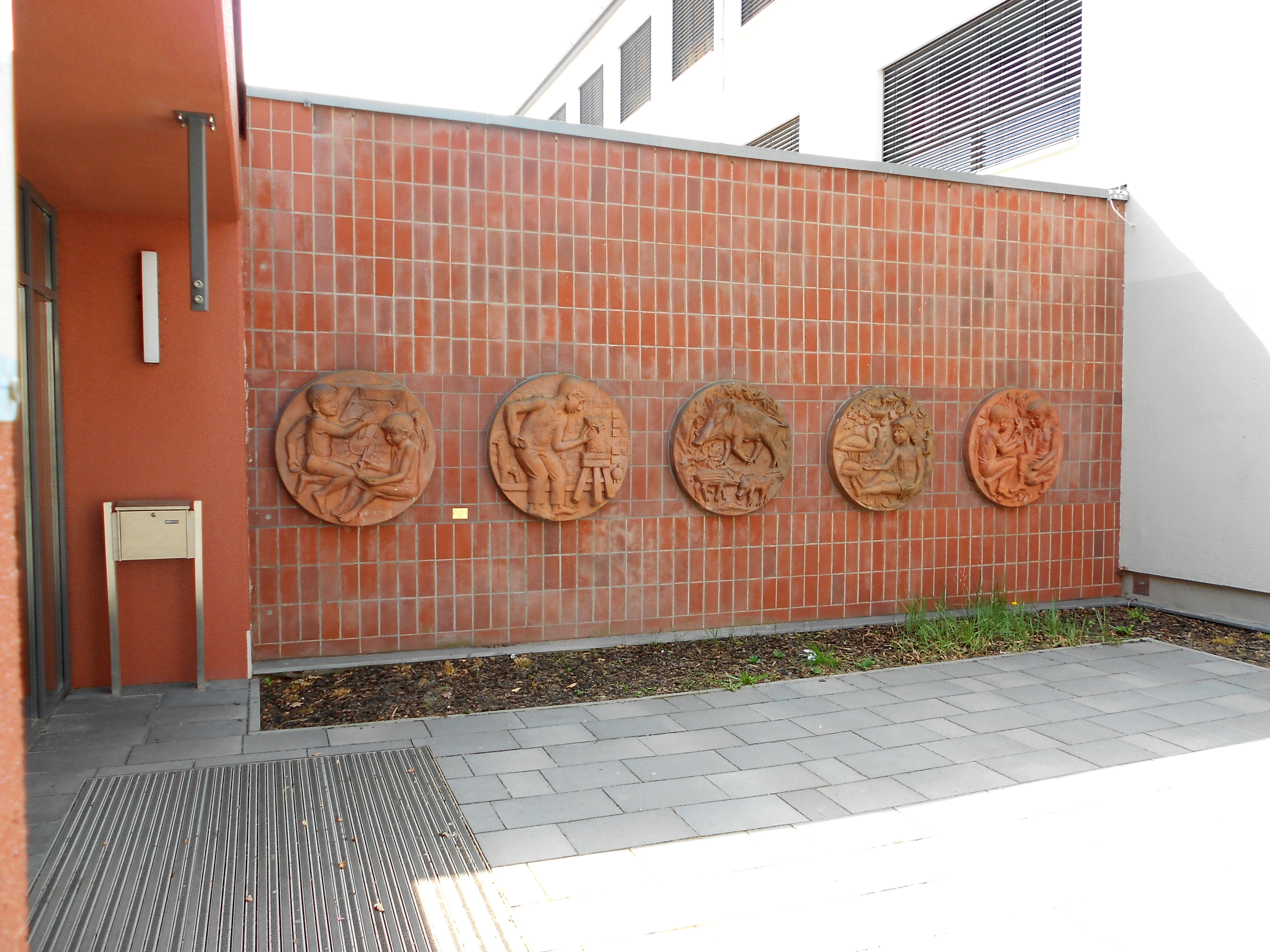
Terrakottareliefs von Baldur Schönfelder und Axel Schulz (1966)

An der Eingangswand des Erweiterungsbaus der heutigen Karl-Sellheim-Schule befinden sich fünf ebenfalls denkmalgeschützte Terrakottareliefs, die von den Bildhauern Axel Schulz und Baldur Schönfelder entworfen und 1966 in den HB-Werkstätten für Keramik hergestellt wurden.